# جيش القصاص
جيش القصاص هي جماعة تنشط خلال الحرب الأهلية السورية. تعمل الجماعة حالياً في عين العرب، على الرغم من أنها عملت سابقاً في دير الزور.